# Benedikt Danek
Benedikt Georg Danek (Vienna, 24 agosto 1986) è un allenatore di pallacanestro ed ex cestista austriaco.

## Palmarès
- Campionato austriaco: 1

BC Vienna: 2012-13